# Thomas Bryant
Pour les articles homonymes, voir Bryant.
Thomas Jermaine Bryant, né le 31 juillet 1997 à Rochester dans l'État de New York, est un joueur américain de basket-ball évoluant au poste de pivot.

## Biographie
De son nom Thomas Bryant, qui n'a en commun que le nom de famille avec Kobe, nait à Rochester en 1997 rejoint une université populaire dans l'Indiana pour finir pro.   

### Carrière universitaire
Entre 2015 et 2017, il joue pour les Hoosiers de l'Indiana.

### Carrière professionnelle

#### Lakers de Los Angeles (2017-2018)
Le 22 juin 2017, lors de la draft 2017 de la NBA, il est sélectionné en 42e position par le Jazz de l'Utah mais est ensuite transféré aux Lakers de Los Angeles.
Entre le 25 octobre 2017 et le 6 avril 2018, il est envoyé plusieurs fois en G-League chez les Lakers de South Bay.
Le 30 juin 2018, il n'est pas conservé par les Lakers et devient agent libre.

#### Wizards de Washington (2018-2022)
Le 2 juillet 2018, il signe un contrat avec les Wizards de Washington.
Le 22 décembre 2018, il inscrit 31 points face aux Suns de Phoenix en faisant un sans-faute au tir (14/14).
Le 1er juillet 2019, il se réengage pour les trois saisons à venir avec les Wizards de Washington pour 25 millions de dollars.
En janvier 2021, au début de la saison 2020-2021, Bryant se rompt le ligament croisé antérieur sur le genou gauche lors d'une rencontre. Il est forfait pour le reste de la saison 2020-2021.

#### Retour aux Lakers de Los Angeles (2022-2023)
Début juillet 2022, il signe pour une saison avec les Lakers de Los Angeles.

#### Nuggets de Denver (2023)
En février 2023, il est envoyé aux Nuggets de Denver en échange de Davon Reed et trois seconds tours de draft.

#### Heat de Miami (2023-2024)
Il signe pour deux saisons et 5,4 millions de dollars avec le Heat de Miami à l'été 2023.

#### Pacers de l'Indiana (depuis 2024)
En décembre 2024, il est échangé aux Pacers de l'Indiana.

## Palmarès
- Champion NBA en 2023 avec les Nuggets de Denver
- Champion de la Conférence Ouest en 2023 avec les Nuggets de Denver
- Champion de la Conférence Est en 2025 avec les Indiana Pacers

## Statistiques

### Universitaires
| Saison    | Équipe   | Matchs | Titul. | Min./m | % Tir | % 3pts | % LF | Rbds/m. | Pass/m. | Int/m. | Ctr/m. | Pts/m. |
| --------- | -------- | ------ | ------ | ------ | ----- | ------ | ---- | ------- | ------- | ------ | ------ | ------ |
| 2015-2016 | Indiana  | 35     | 35     | 22,6   | 68,3  | 33,3   | 70,6 | 5,77    | 0,97    | 0,49   | 0,91   | 11,86  |
| 2016-2017 | Indiana  | 34     | 34     | 28,1   | 51,9  | 38,3   | 73,0 | 6,65    | 1,47    | 0,76   | 1,53   | 12,56  |
| Carrière  | Carrière | 69     | 69     | 25,3   | 59,2  | 37,3   | 71,8 | 6,20    | 1,22    | 0,62   | 1,22   | 12,20  |

### Professionnelles
Légende :
| Champion NBA |

gras = ses meilleures performances

#### Saison régulière
| Saison    | Équipe       | Matchs | Titul. | Min./m | % Tir | % 3pts | % LF | Rbds/m. | Pass/m. | Int/m. | Ctr/m. | Pts/m. |
| --------- | ------------ | ------ | ------ | ------ | ----- | ------ | ---- | ------- | ------- | ------ | ------ | ------ |
| 2017-2018 | L.A. Lakers  | 15     | 0      | 4,8    | 38,1  | 10,0   | 55,6 | 1,13    | 0,40    | 0,07   | 0,13   | 1,47   |
| 2018-2019 | Washington   | 72     | 53     | 20,8   | 61,6  | 33,3   | 78,1 | 6,31    | 1,28    | 0,35   | 0,93   | 10,53  |
| 2019-2020 | Washington   | 46     | 36     | 24,9   | 58,1  | 40,7   | 74,1 | 7,20    | 1,80    | 0,54   | 1,07   | 13,24  |
| 2020-2021 | Washington   | 10     | 10     | 27,1   | 64,8  | 42,9   | 66,7 | 6,10    | 1,50    | 0,40   | 0,80   | 14,30  |
| 2021-2022 | Washington   | 27     | 9      | 16,3   | 52,0  | 28,6   | 87,5 | 4,00    | 0,85    | 0,22   | 0,78   | 7,44   |
| 2022-2023 | L. A. Lakers | 41     | 25     | 21,4   | 65,4  | 44,0   | 74,1 | 6,80    | 0,71    | 0,34   | 0,56   | 12,10  |
| 2022-2023 | Denver       | 18     | 1      | 11,4   | 48,5  | 44,4   | 72,2 | 3,33    | 0,11    | 0,11   | 0,39   | 4,61   |
| 2023-2024 | Miami        | 38     | 4      | 11,6   | 57,7  | 18,2   | 87,2 | 3,71    | 0,61    | 0,26   | 0,42   | 5,71   |
| 2024-2025 | Miami        | 10     | 0      | 11,5   | 42,9  | 35,3   | 10,0 | 3,20    | 0,40    | 0,10   | 0,90   | 4,10   |
| 2024-2025 | Indiana      | 56     | 8      | 15,1   | 51,5  | 32,1   | 83,0 | 3,91    | 0,88    | 0,48   | 0,57   | 6,93   |
| Carrière  | Carrière     | 333    | 146    | 17,7   | 58,2  | 34,6   | 77,8 | 5,11    | 0,98    | 0,35   | 0,70   | 8,88   |

Mise à jour le 15 avril 2025

#### Playoffs
| Saison   | Équipe   | Matchs | Titul. | Min./m | % Tir | % 3pts | % LF | Rbds/m. | Pass/m. | Int/m. | Ctr/m. | Pts/m. |
| -------- | -------- | ------ | ------ | ------ | ----- | ------ | ---- | ------- | ------- | ------ | ------ | ------ |
| 2023     | Denver   | 1      | 0      | 0,5    | –     | –      | –    | 0,00    | 0,00    | 0,00   | 0,00   | 0,00   |
| 2024     | Miami    | 2      | 0      | 8,9    | 71,4  | 0,0    | 66,7 | 2,50    | 0,50    | 0,00   | 0,00   | 6,00   |
| Carrière | Carrière | 3      | 0      | 9,1    | 71,4  | 0,0    | 66,7 | 1,70    | 0,30    | 0,00   | 0,00   | 4,00   |

Mise à jour le 15 décembre 2024

## Records sur une rencontre en NBA
Les records personnels de Thomas Bryant en NBA sont les suivants, :
| Type de statistique        | Saison régulière | Saison régulière        | Saison régulière |
| Type de statistique        | Record           | Adversaire              | Date             |
| -------------------------- | ---------------- | ----------------------- | ---------------- |
| Points                     | 31               | 2 fois                  | 2 fois           |
| Paniers marqués            | 14               | Suns de Phoenix         | 22 décembre 2018 |
| Paniers tentés             | 20               | @ Nets de Brooklyn      | 2 août 2020      |
| Paniers à 3 points réussis | 4                | 2 fois                  | 2 fois           |
| Paniers à 3 points tentés  | 7                | 2 fois                  | 2 fois           |
| Lancers francs réussis     | 8                | Grizzlies de Memphis    | 16 mars 2019     |
| Lancers francs tentés      | 8                | 2 fois                  | 2 fois           |
| Rebonds offensifs          | 7                | Raptors de Toronto      | 13 janvier 2019  |
| Rebonds défensifs          | 16               | @ Wizards de Washington | 31 décembre 2022 |
| Rebonds totaux             | 19               | @ Suns de Phoenix       | 27 mars 2019     |
| Passes décisives           | 6                | 2 fois                  | 2 fois           |
| Interceptions              | 4                | @ Celtics de Boston     | 13 août 2020     |
| Contres                    | 4                | 2 fois                  | 2 fois           |
| Balles perdues             | 5                | 2 fois                  | 2 fois           |
| Minutes jouées             | 40               | @ Nuggets de Denver     | 31 mars 2019     |

- Double-double : 36
- Triple-double : 0

Dernière mise à jour : 6 février 2025

## Salaires
Les gains de Thomas Bryant en carrière sont les suivants :
| Saison      | Équipe                | Salaire      |
| ----------- | --------------------- | ------------ |
| 2017-2018   | Lakers de Los Angeles | 815 615 $    |
| 2018-2019   | Wizards de Washington | 1 378 242 $  |
| 2019-2020   | Wizards de Washington | 8 000 000 $  |
| 2020-2021   | Wizards de Washington | 8 333 333 $  |
| 2021-2022   | Wizards de Washington | 8 666 667 $  |
| Total Gains | Total Gains           | 27 193 857 $ |
| 2022-2023   | Lakers de Los Angeles | 1 836 090 $  |